# Premier League de 2024–25
A Primeira Divisão do Campeonato Inglês de Futebol da temporada 2024–2025 foi a 123.ª edição da principal divisão do futebol inglês (33.ª como Premier League).
O Liverpool sagrou-se campeão na 34.ª rodada ao vencer o Tottenham, garantindo seu 20.º título na história da Primeira Divisão Inglesa. O título marcou o retorno do clube ao topo do futebol nacional após cinco anos – seu último triunfo havia ocorrido na temporada 2019–20, também pela Premier League.

## Regulamento
A Premier League é disputada por 20 clubes em dois turnos. Em cada turno, todos os times jogam entre si uma única vez. Os jogos do segundo turno não são realizados na mesma ordem do primeiro. Não há campeões por turnos, sendo declarado campeão da Inglaterra o time que obtiver o maior número de pontos após as 38 rodadas.

### Critérios de desempate
Caso haja empate de pontos entre dois clubes, os critérios de desempates serão aplicados na seguinte ordem:
1. Saldo de gols
2. Gols marcados

## Participantes

### Promovidos e rebaixados
| Pos. | Rebaixados da Premier League de 2023–24 |
| ---- | --------------------------------------- |
| 18°  | Luton Town                              |
| 19°  | Burnley                                 |
| 20°  | Sheffield United                        |

| Pos. | Promovidos da EFL Championship de 2023–24 |
| ---- | ----------------------------------------- |
| 1º   | Leicester City                            |
| 2º   | Ipswich Town                              |
| 3º   | Southampton (Play-offs)                   |

### Informações dos clubes
Observação: A tabela está listada em ordem alfabética.
| Clube                  | Cidade              | Técnico             | Estádio                     | Capacidade | Títulos                |
| ---------------------- | ------------------- | ------------------- | --------------------------- | ---------- | ---------------------- |
| Arsenal                | Londres             | Mikel Arteta        | Emirates Stadium            | 60.704     | 13 (último em 2003–04) |
| Aston Villa            | Birmingham          | Unai Emery          | Villa Park                  | 42.660     | 7 (último em 1980–81)  |
| Bournemouth            | Bournemouth         | Andoni Iraola       | Vitality Stadium            | 18.464     | 0 (nenhum)             |
| Brentford              | Londres             | Thomas Frank        | Brentford Community Stadium | 17.250     | 0 (nenhum)             |
| Brighton & Hove Albion | Brighton and Hove   | Fabian Hürzeler     | Falmer Stadium              | 30.750     | 0 (nenhum)             |
| Chelsea                | Londres             | Enzo Maresca        | Stamford Bridge             | 41.837     | 6 (último em 2016–17)  |
| Crystal Palace         | Londres             | Oliver Glasner      | Selhurst Park               | 26.047     | 0 (nenhum)             |
| Everton                | Liverpool           | David Moyes         | Goodison Park               | 39.571     | 9 (último em 1986–87)  |
| Fulham                 | Londres             | Marco Silva         | Craven Cottage              | 25.700     | 0 (nenhum)             |
| Ipswich Town           | Ipswich             | Kieran McKenna      | Portman Road                | 30.311     | 1 (último em 1961–62)  |
| Leicester City         | Leicester           | Ruud van Nistelrooy | King Power Stadium          | 32.273     | 1 (último em 2015–16)  |
| Liverpool              | Liverpool           | Arne Slot           | Anfield                     | 53.394     | 19 (último em 2019–20) |
| Manchester City        | Manchester          | Pep Guardiola       | Etihad Stadium              | 53.400     | 10 (último em 2023–24) |
| Manchester United      | Manchester          | Rúben Amorim        | Old Trafford                | 74.310     | 20 (último em 2012–13) |
| Newcastle              | Newcastle upon Tyne | Eddie Howe          | St. James' Park             | 52.409     | 4 (último em 1926–27)  |
| Nottingham Forest      | Nottingham          | Nuno Espírito Santo | City Ground                 | 30.446     | 1 (último em 1977–78)  |
| Southampton            | Southampton         | Ivan Jurić          | St Mary's Stadium           | 32.384     | 0 (nenhum)             |
| Tottenham              | Londres             | Ange Postecoglou    | Tottenham Hotspur Stadium   | 62.850     | 2 (último em 1960–61)  |
| West Ham               | Londres             | Graham Potter       | Estádio Olímpico de Londres | 62.500     | 0 (nenhum)             |
| Wolverhampton          | Wolverhampton       | Vítor Pereira       | Molineux Stadium            | 32.050     | 3 (último em 1958–59)  |

## Classificação
| Pos | Equipe                 | Pts | J  | V  | E  | D  | GP | GC | SG  | Classificação ou descenso                                          |
| --- | ---------------------- | --- | -- | -- | -- | -- | -- | -- | --- | ------------------------------------------------------------------ |
| 1   | Liverpool (C)          | 84  | 38 | 25 | 9  | 4  | 86 | 41 | +45 | Fase de liga da Liga dos Campeões da UEFA de 2025–26               |
| 2   | Arsenal                | 74  | 38 | 20 | 14 | 4  | 69 | 34 | +35 | Fase de liga da Liga dos Campeões da UEFA de 2025–26               |
| 3   | Manchester City        | 71  | 38 | 21 | 8  | 9  | 72 | 44 | +28 | Fase de liga da Liga dos Campeões da UEFA de 2025–26               |
| 4   | Chelsea                | 69  | 38 | 20 | 9  | 9  | 64 | 43 | +21 | Fase de liga da Liga dos Campeões da UEFA de 2025–26               |
| 5   | Newcastle              | 66  | 38 | 20 | 6  | 12 | 68 | 47 | +21 | Fase de liga da Liga dos Campeões da UEFA de 2025–26               |
| 6   | Aston Villa            | 66  | 38 | 19 | 9  | 10 | 58 | 51 | +7  | Fase de liga da Liga Europa da UEFA de 2025–26                     |
| 7   | Nottingham Forest      | 65  | 38 | 19 | 8  | 11 | 58 | 46 | +12 | Play-off da Liga Conferência da UEFA de 2025–26                    |
| 8   | Brighton & Hove Albion | 61  | 38 | 16 | 13 | 9  | 66 | 59 | +7  |                                                                    |
| 9   | Bournemouth            | 56  | 38 | 15 | 11 | 12 | 58 | 46 | +12 |                                                                    |
| 10  | Brentford              | 56  | 38 | 16 | 8  | 14 | 66 | 57 | +9  |                                                                    |
| 11  | Fulham                 | 54  | 38 | 15 | 9  | 14 | 54 | 54 | 0   |                                                                    |
| 12  | Crystal Palace         | 53  | 38 | 13 | 14 | 11 | 51 | 51 | 0   | Qualificação para a Fase de liga da Liga Europa da UEFA de 2025–26 |
| 13  | Everton                | 48  | 38 | 11 | 15 | 12 | 42 | 44 | −2  |                                                                    |
| 14  | West Ham               | 43  | 38 | 11 | 10 | 17 | 46 | 62 | −16 |                                                                    |
| 15  | Manchester United      | 42  | 38 | 11 | 9  | 18 | 44 | 54 | −10 |                                                                    |
| 16  | Wolverhampton          | 42  | 38 | 12 | 6  | 20 | 54 | 69 | −15 |                                                                    |
| 17  | Tottenham              | 38  | 38 | 11 | 5  | 22 | 64 | 65 | −1  | Fase de liga da Liga dos Campeões da UEFA de 2025–26               |
| 18  | Leicester              | 25  | 38 | 6  | 7  | 25 | 33 | 80 | −47 | Zona de rebaixamento à EFL Championship de 2025–26                 |
| 19  | Ipswich Town           | 22  | 38 | 4  | 10 | 24 | 36 | 82 | −46 | Zona de rebaixamento à EFL Championship de 2025–26                 |
| 20  | Southampton            | 12  | 38 | 2  | 6  | 30 | 26 | 86 | −60 | Zona de rebaixamento à EFL Championship de 2025–26                 |

1. ↑  Newcastle se classificou para rodada de play-off da Liga Conferência, pois venceu a Copa da Liga Inglesa de 2024–25. Se ficar em posições que se classificam para a Liga dos Campeões ou Liga Europa por posição na liga, a vaga na Liga Conferência passa para o time mais bem colocado que ainda não se classificou para a competição europeia.
2. ↑  O Crystal Palace se classificou para a fase de grupos da Liga Europa como vencedor da Copa da Inglaterra de 2024–25.
3. ↑  O Tottenham se classificou para a fase de grupos da Liga dos Campeões como vencedor da Liga Europa da UEFA de 2024–25.

## Confrontos
| Mandante \ Visitante   | ARS | AVL | BOU | BRE | BHA | CHE | CRY | EVE | FUL | IPS | LEI | LIV | MCI | MUN | NEW | NFO | SOU | TOT | WHU | WOL |
| ---------------------- | --- | --- | --- | --- | --- | --- | --- | --- | --- | --- | --- | --- | --- | --- | --- | --- | --- | --- | --- | --- |
| Arsenal                | —   | 2–2 | 1–2 | 1–1 | 1–1 | 1–0 | 2–2 | 0–0 | 2–1 | 1–0 | 4–2 | 2–2 | 5–1 | 2–0 | 1–0 | 3–0 | 3–1 | 2–1 | 0–1 | 2–0 |
| Aston Villa            | 0–2 | —   | 1–1 | 3–1 | 2–2 | 2–1 | 2–2 | 3–2 | 1–0 | 1–1 | 2–1 | 2–2 | 2–1 | 0–0 | 4–1 | 2–1 | 1–0 | 2–0 | 1–1 | 3–1 |
| Bournemouth            | 2–0 | 0–1 | —   | 1–2 | 1–2 | 0–1 | 0–0 | 1–0 | 1–0 | 1–2 | 2–0 | 0–2 | 2–1 | 1–1 | 1–1 | 5–0 | 3–1 | 1–0 | 1–1 | 0–1 |
| Brentford              | 1–3 | 0–1 | 3–2 | —   | 4–2 | 0–0 | 2–1 | 1–1 | 2–3 | 4–3 | 4–1 | 0–2 | 2–2 | 4–3 | 4–2 | 0–2 | 3–1 | 0–2 | 1–1 | 5–3 |
| Brighton & Hove Albion | 1–1 | 0–3 | 2–1 | 0–0 | —   | 3–0 | 1–3 | 0–1 | 2–1 | 0–0 | 2–2 | 3–2 | 2–1 | 2–1 | 1–1 | 2–2 | 1–1 | 3–2 | 3–2 | 2–2 |
| Chelsea                | 1–1 | 3–0 | 2–2 | 2–1 | 4–2 | —   | 1–1 | 1–0 | 1–2 | 2–2 | 1–0 | 3–1 | 0–2 | 1–0 | 2–1 | 1–1 | 4–0 | 1–0 | 2–1 | 3–1 |
| Crystal Palace         | 1–5 | 4–1 | 0–0 | 1–2 | 2–1 | 1–1 | —   | 1–2 | 0–2 | 1–0 | 2–2 | 0–1 | 2–2 | 0–0 | 1–1 | 1–1 | 2–1 | 1–0 | 0–2 | 4–2 |
| Everton                | 1–1 | 0–1 | 2–3 | 0–0 | 0–3 | 0–0 | 2–1 | —   | 1–1 | 2–2 | 4–0 | 2–2 | 0–2 | 2–2 | 0–0 | 0–2 | 2–0 | 3–2 | 1–1 | 4–0 |
| Fulham                 | 1–1 | 1–3 | 2–2 | 2–1 | 3–1 | 1–2 | 0–2 | 1–3 | —   | 2–2 | 2–1 | 3–2 | 0–2 | 0–1 | 3–1 | 2–1 | 0–0 | 2–0 | 1–1 | 1–4 |
| Ipswich Town           | 0–4 | 2–2 | 1–2 | 0–1 | 0–2 | 2–0 | 0–1 | 0–2 | 1–1 | —   | 1–1 | 0–2 | 0–6 | 1–1 | 0–4 | 2–4 | 1–2 | 1–4 | 1–3 | 1–2 |
| Leicester              | 0–2 | 1–2 | 1–0 | 0–4 | 2–2 | 1–2 | 0–2 | 1–1 | 0–2 | 2–0 | —   | 0–1 | 0–2 | 0–3 | 0–3 | 1–3 | 2–0 | 1–1 | 3–1 | 0–3 |
| Liverpool              | 2–2 | 2–0 | 3–0 | 2–0 | 2–1 | 2–1 | 1–1 | 1–0 | 2–2 | 4–1 | 3–1 | —   | 2–0 | 2–2 | 2–0 | 0–1 | 3–1 | 5–1 | 2–1 | 2–1 |
| Manchester City        | 2–2 | 2–1 | 3–1 | 2–1 | 2–2 | 3–1 | 5–2 | 1–1 | 3–2 | 4–1 | 2–0 | 0–2 | —   | 1–2 | 4–0 | 3–0 | 1–0 | 0–4 | 4–1 | 1–0 |
| Manchester United      | 1–1 | 2–0 | 0–3 | 2–1 | 1–3 | 1–1 | 0–2 | 4–0 | 1–0 | 3–2 | 3–0 | 0–3 | 0–0 | —   | 0–2 | 2–3 | 3–1 | 0–3 | 0–2 | 0–1 |
| Newcastle              | 1–0 | 3–0 | 1–4 | 2–1 | 0–1 | 2–0 | 5–0 | 0–1 | 1–2 | 3–0 | 4–0 | 3–3 | 1–1 | 4–1 | —   | 4–3 | 1–0 | 2–1 | 0–2 | 3–0 |
| Nottingham Forest      | 0–0 | 2–1 | 1–1 | 0–2 | 7–0 | 0–1 | 1–0 | 0–1 | 0–1 | 1–0 | 2–2 | 1–1 | 1–0 | 1–0 | 1–3 | —   | 3–2 | 1–0 | 3–0 | 1–1 |
| Southampton            | 1–2 | 0–3 | 1–3 | 0–5 | 0–4 | 1–5 | 1–1 | 1–0 | 1–2 | 1–1 | 2–3 | 2–3 | 0–0 | 0–3 | 1–3 | 0–1 | —   | 0–5 | 0–1 | 1–2 |
| Tottenham              | 0–1 | 4–1 | 2–2 | 3–1 | 1–4 | 3–4 | 0–2 | 4–0 | 1–1 | 1–2 | 1–2 | 3–6 | 0–1 | 1–0 | 1–2 | 1–2 | 3–1 | —   | 4–1 | 2–2 |
| West Ham               | 2–5 | 1–2 | 2–2 | 0–1 | 1–1 | 0–3 | 0–2 | 0–0 | 3–2 | 4–1 | 2–0 | 0–5 | 1–3 | 2–1 | 0–1 | 1–2 | 1–1 | 1–1 | —   | 2–1 |
| Wolverhampton          | 0–1 | 2–0 | 2–4 | 1–1 | 0–2 | 2–6 | 2–2 | 1–1 | 1–2 | 1–2 | 3–0 | 1–2 | 1–2 | 2–0 | 1–2 | 0–3 | 2–0 | 4–2 | 1–0 | —   |

## Estatísticas
Atualizado em 23 de fevereiro de 2025.
| Pos. | Jogador         | Equipe            | Gols |
| ---- | --------------- | ----------------- | ---- |
| 1    | Mohamed Salah   | Liverpool         | 24   |
| 2    | Erling Haaland  | Manchester City   | 19   |
| 3    | Alexander Isak  | Newcastle         | 15   |
| 3    | Cole Palmer     | Chelsea           | 15   |
| 3    | Bryan Mbeumo    | Brentford         | 15   |
| 6    | Chris Wood      | Nottingham Forest | 14   |
| 7    | Matheus Cunha   | Wolverhampton     | 10   |
| 7    | Yoane Wissa     | Brentford         | 10   |
| 9    | Nicolas Jackson | Chelsea           | 9    |
| 10   | Liam Delap      | Ipswich Town      | 8    |
| 10   | Luis Díaz       | Liverpool         | 8    |
| 10   | Raúl Jiménez    | Fulham            | 8    |
| 10   | James Maddison  | Tottenham         | 8    |
| 10   | Ollie Watkins   | Aston Villa       | 8    |

| Pos. | Jogador          | Equipe                 | Assists. |
| ---- | ---------------- | ---------------------- | -------- |
| 1    | Mohamed Salah    | Liverpool              | 15       |
| 2    | Bukayo Saka      | Arsenal                | 10       |
| 3    | Mikkel Damsgaard | Brentford              | 7        |
| 3    | Antonee Robinson | Fulham                 | 7        |
| 9    | Amad Diallo      | Manchester United      | 6        |
| 9    | Bruno Fernandes  | Manchester United      | 6        |
| 9    | Jacob Murphy     | Newcastle              | 6        |
| 9    | Cole Palmer      | Chelsea                | 6        |
| 9    | Son Heung-min    | Tottenham              | 6        |
| 10   | Rayan Aït-Nouri  | Wolverhampton          | 5        |
| 10   | Elliott Anderson | Nottingham Forest      | 5        |
| 10   | Bruno Guimarães  | Newcastle              | 5        |
| 10   | João Pedro       | Brighton & Hove Albion | 5        |
| 10   | Savinho          | Manchester City        | 5        |

### Clean sheets
| Pos. | Jogador           | Equipe            | Clean sheets |
| ---- | ----------------- | ----------------- | ------------ |
| 1    | Matz Sels         | Nottingham Forest | 8            |
| 2    | Jordan Pickford   | Everton           | 7            |
| 2    | David Raya        | Arsenal           | 7            |
| 4    | André Onana       | Manchester United | 6            |
| 5    | Kepa Arrizabalaga | Bournemouth       | 4            |
| 5    | Alisson           | Liverpool         | 4            |
| 5    | Martin Dúbravka   | Newcastle         | 4            |
| 5    | Dean Henderson    | Crystal Palace    | 4            |
| 5    | Robert Sánchez    | Chelsea           | 4            |

### Hat-tricks
| Jogador         | Para              | Contra                               | Resultado | Data                    | Ref.   |
| --------------- | ----------------- | ------------------------------------ | --------- | ----------------------- | ------ |
| Erling Haaland  | Manchester City   | Ipswich Town                         | 4–1 (C)   | 24 de agosto de 2024    | [ 7 ]  |
| Noni Madueke    | Chelsea           | Wolverhampton                        | 6–2 (F)   | 25 de agosto de 2024    | [ 8 ]  |
| Erling Haaland  | Manchester City   | West Ham                             | 3–1 (F)   | 31 de agosto de 2024    | [ 9 ]  |
| Kevin Schade    | Brentford         | Leicester City                       | 4–1 (C)   | 30 de novembro de 2024  | [ 10 ] |
| Justin Kluivert | Bournemouth       | Wolverhampton                        | 4–2 (F)   | 30 de novembro de 2024  | [ 11 ] |
| Alexander Isak  | Newcastle         | Ipswich Town                         | 4–0 (F)   | 21 de dezembro de 2024  | [ 12 ] |
| Chris Wood      | Nottingham Forest | Brighton & Hove Albion Football Club | 7-0 (C)   | 1 de fevereiro de 2025  | [ 13 ] |
| Omar Marmoush   | Manchester City   | Newcastle                            | 4-0 (C)   | 15 de fevereiro de 2025 | [ 14 ] |

### Poker-trick
| Jogador     | Para    | Contra                 | Resultado | Data                   | Ref.   |
| ----------- | ------- | ---------------------- | --------- | ---------------------- | ------ |
| Cole Palmer | Chelsea | Brighton & Hove Albion | 4–2 (C)   | 28 de setembro de 2024 | [ 15 ] |

## Prêmios

### Prêmios Mensais
| Mês       | Treinador do mês    | Treinador do mês       | Jogador do mês      | Jogador do mês    | Gol do mês      | Gol do mês             | Defesa do mês     | Defesa do mês     | Referências                 |
| Mês       | Treinador           | Clube                  | Jogador             | Clube             | Jogador         | Clube                  | Jogador           | Clube             | Referências                 |
| --------- | ------------------- | ---------------------- | ------------------- | ----------------- | --------------- | ---------------------- | ----------------- | ----------------- | --------------------------- |
| Agosto    | Fabian Hürzeler     | Brighton & Hove Albion | Erling Haaland      | Manchester City   | Cole Palmer     | Chelsea                | David Raya        | Arsenal           | [ 16 ] [ 17 ] [ 18 ] [ 19 ] |
| Setembro  | Enzo Maresca        | Chelsea                | Cole Palmer         | Chelsea           | Jhon Durán      | Aston Villa            | André Onana       | Manchester United | [ 20 ] [ 21 ] [ 22 ] [ 23 ] |
| Outubro   | Nuno Espírito Santo | Nottingham Forest      | Chris Wood          | Nottingham Forest | Nicolas Jackson | Chelsea                | Robert Sánchez    | Chelsea           | [ 24 ] [ 25 ] [ 26 ] [ 27 ] |
| Novembro  | Arne Slot           | Liverpool              | Mohamed Salah       | Liverpool         | Harry Wilson    | Fulham                 | André Onana       | Manchester United | [ 28 ] [ 29 ] [ 30 ] [ 31 ] |
| Dezembro  | Nuno Espírito Santo | Nottingham Forest      | Alexander Isak      | Newcastle         | Alexander Isak  | Newcastle              | Emiliano Martínez | Aston Villa       | [ 32 ] [ 33 ] [ 34 ] [ 35 ] |
| Janeiro   | Andoni Iraola       | Bournemouth            | Justin Kluivert     | Bournemouth       | David Brooks    | Bournemouth            | Martin Dúbravka   | Newcastle         | [ 36 ] [ 37 ] [ 38 ] [ 39 ] |
| Fevereiro | David Moyes         | Everton                | Mohamed Salah       | Liverpool         | Kaoru Mitoma    | Brighton & Hove Albion | Kepa Arrizabalaga | Bournemouth       | [ 40 ] [ 41 ] [ 42 ] [ 43 ] |
| Março     | Nuno Espírito Santo | Nottingham Forest      | Bruno Fernandes     | Manchester United | Jens Cajuste    | Ipswich Town           | David Raya        | Arsenal           | [ 44 ] [ 45 ] [ 46 ] [ 47 ] |
| Abril     | Vítor Pereira       | Wolverhampton          | Alexis Mac Allister | Liverpool         | Carlos Baleba   | Brighton & Hove Albion | Guglielmo Vicario | Tottenham         | [ 48 ] [ 49 ] [ 50 ] [ 51 ] |

### Prêmios anuais
| Prêmio                     | Vencedor         | Clube     |
| -------------------------- | ---------------- | --------- |
| Jogador da temporada       | Mohamed Salah    | Liverpool |
| Jogador jovem da temporada | Ryan Gravenberch | Liverpool |
| FWA Footballer of the Year | Mohamed Salah    | Liverpool |